# Gérard Desmet
Pour les articles homonymes, voir Desmet.
Gérard Desmet est un coureur cycliste belge, né le 17 octobre 1910 à Vive-Saint-Éloi et mort le 30 juin 1976 à Courtrai.

## Palmarès
- 1933
  - 2e de Bruxelles-Oupeye
- 1937
  - 3e du Circuit des régions flamandes
- 1938
  - Tour du Sud-Ouest
  - 3e de Paris-Angers
- 1939
  - 3e de Paris-Nice